# فرمالیسم (فلسفه ریاضیات)
در فلسفه ریاضیات، فرمالیسم دیدگاهی است که معتقد است گزاره‌های ریاضیات و منطق را می‌توان گزاره‌هایی دربارهٔ پیامدهای دستکاری رشته‌ها (توالی‌های عددی الفبایی نمادها، معمولاً به صورت معادلات) با استفاده از قوانین دستکاری تعیین شده در نظر گرفت. ایده اصلی فرمالیسم «این است که ریاضیات مجموعه‌ای از گزاره‌ها نیست که بخش انتزاعی از واقعیت را نشان می‌دهد، بلکه بسیار شبیه به یک بازی است و تعهد بیشتری به هستی‌شناسی اشیاء یا ویژگی‌ها نسبت به لودو یا شطرنج ندارد». [۱] بر اساس فرمالیسم، حقایقی که در منطق و ریاضیات بیان می‌شوند، دربارهٔ اعداد، مجموعه‌ها، یا مثلث‌ها یا هر موضوع مرتبط دیگری نیستند – در واقع، آنها اصلاً «درباره» چیزی نیستند. در عوض، گزاره‌های ریاضی اشکال نحوی هستند که اشکال و مکان‌های آنها هیچ معنایی ندارند، مگر اینکه تفسیری (یا معنایی) به آنها داده شود. در مقابل رئالیسم ریاضی، منطق گرایی یا شهودگرایی، خطوط فرمالیسم به دلیل رویکردهای گسترده‌ای که می‌توانند به عنوان فرمالیستی طبقه‌بندی شوند، کمتر تعریف شده‌است.
در کنار رئالیسم و شهودگرایی، فرمالیسم یکی از نظریه‌های اصلی در فلسفه ریاضیات است که در اواخر قرن نوزدهم و اوایل قرن بیستم توسعه یافت. در میان فرمالیست‌ها، دیوید هیلبرت برجسته‌ترین مدافع بود.[۲]